# Gerhard Auer (skladatel)
Gerhard Auer (9. dubna 1925 Náchod – 22. listopadu 2002 Bratislava) byl slovenský dirigent a hudební skladatel českého původu.

## Život
Narodil se v Náchodě, základy hudebního vzdělání však získal v Jablonném nad Orlicí. Po maturitě na gymnáziu v Kostelci nad Orlicí nastoupil ke studiu na Německé hudební akademii v Praze, kde mezi lety 1940 – 1945 studoval hru na klavír u Eugena Kalixe, skladbu u Fidelia F. Finkeho a dirigování u Josepha Keilbertha a Antona Nowakowskiho. Po krátkém pobytu v Drážďanech pokračoval po válce ve studiu na Státní konzervatoři v Bratislavě, kde byli jeho učiteli Eugen Suchoň a Alexander Moyzes ve skladbě a Kornel Schimpl na dirigování. Absolvoval v roce 1947. Na Slovensku se pak zcela naturalizoval.
V roce 1948 se stal korepetitorem opery Slovenského národního divadla. Jako asistent začal i dirigovat některá baletní představení a od roku 1950 se stal řádným dirigentem. V roce 1953 začal vyučovat na Vysoké škole múzických umění v Bratislavě a v sedmdesátých letech i na konzervatoři. O roku 1958 řídil také Operní studio VŠMU. V roce 1962 působil krátce v Německé demokratické republice. Dirigentem opery SND byl až do odchodu do důchodu v roce 1990.

## Dílo
Hudební jazyk skladatele vychází z hudební tradice česko-německé postromantické tvorby. Těžiště Auerovy tvorby je především ve vokálních dílech a v dorbnějších instrumentálních skladbách.

### Jevištní díla
- Spoveď dona Juana (miniopera, libreto B. Hončarivová pode Karla Čapka, 1983)
- Mária (balet, libreto M. Kohout podle Aloise Jiráska, 1956)
- Krásna Hedviga (balet, libreto H. Hoffstädter, 1980)

### Orchestrální skladby
- Predohra (1944)
- Stupnicové rondo (1945)
- Svetlo a tieň (1945)
- Andante (1945)
- Romanca (1948)
- Polnočná serenáda (1949)
- Do spevu a do tanca (1949)
- Poľovnícka predohra (1949)
- U nás doma (suita, 1949)
- Letné pastorále (1957)
- Nocturno pre husle a orchester (1957)
- Predoherná fantázia (1957)
- Concertino pre flautu a orchester (1960)
- Vianočné nálady (1963)
- Variácie na tému „Pred svätým Jánom v nedeľu" pre husle a ľudový orchester (1972)
- Concertino pre violu a orchester (1978)
- Concertino pre hoboj a orchester (1995)

### Komorní skladby
- Nocturno Des pre klavír (1943)
- Koncertná etuda pre klavír (1944)
- Balada g-mol pre klavír (1956)
- Sláčikové kvarteto A-dur (1958)
- Romanca pre husle a klavír (1973)
- Sláčikové kvarteto d-mol (1977)
- Concertino pre tubu a klavír (1996)
- Tanec Hedvigy a Téma s variáciami pre husle a klavír (1996)

### Filmová hudba
- Bolo raz priateľstvo (1958, režie Štefan Uher)

Dále komponoval písně a prováděl úpravy lidových písní.